# Hallelujah: Vánoční písně a koledy
Album s názvem Hallellujah Vánoční písně a koledy je čtvrté album českého zpěváka, skladatele a multiinstrumentalisty Martina Chodúra. Album nahrál v Ostravě se skupinou MACH a šedesátičlennou Janáčkovou filharmonií Ostrava s dirigentem Markem Prášilem.Album vydal Supraphon, a.s. v prosinci 2018. Martin Chodúr se na albu, obsahující 14 písní, podílel textově i aranžérsky a nazval ho podle ústřední písně Hallelujah. Píseň Síla mít rád si napsal celou sám. V televizní premiéře zazněla 19. září 2019 na zahajovacím koncertě Mezinárodního televizního festivalu 'Zlatá Praha - Štefan Margita a jeho hosté'. Další písně zaranžovali Irena Szurmanová, Michal Jánošík, Vlastimil Ondruška a Vlastimil Šmída. Všechny písně pak zpěvák nazpíval v češtině, angličtině a latině.

## Obal alba
Obal alba evokuje sváteční atmosféru. Ústřední fotografie včetně fotografií v bookletu byly pořízeny na různých pražských místech jako byl Kostel Panny Marie Sněžné, Kapucínský klášter, Kostel Panny Marie Andělské, hotel Art Nouveau Palace. Autorem fotografií je fotograf Patrik Ratajský. Album obsahuje booklet s úvodním slovem zpěváka, kompletem písňových textů, anotacemi ke každé skladbě a fotografiemi.

## Hudební recenze
Hallelujah překypuje invencí, nápaditostí a dramaturgickou odvahou. Martin Chodúr si ke spolupráci na albu přizval šedesátičlennou Janáčkovou filharmonii Ostrava a výběr písní provedl více než pečlivě. S každou skladbou si pohrál tak, aby na albu měla své neoddiskutovatelné místo. Výsledek je tak monumentální, přesný, náladově různorodý a též částečně netypický. Album obsahuje stálice Vánoc jako je skladba Nesem vám noviny, nebo Pásli ovce valaši. Tyto písně doplňuje česká verze Adeste fideles pastores (Jdou zástupy věrných) a samozřejmě nechybí silná skladba Hallelujah Leonarda Cohena. Album obsahuje nápaditá aranžmá, je směsí stylů s mistrným vedením orchestru dirigentem a výbornými interpretačními schopnostmi zpěváka. Skladba Pán jde k nám jde dominantní skladbou. Zdařilé aranžmá Ireny Szurmanové má koleda Nesem vám noviny, oděná do retrospektivní jazzové nostalgie á la Frank Sinatra a impresivní harmonie. Nadstandardní výsledek odvedli všichni protagonisté v písni Christmas (Baby Please Come Home), kterou Chodúr báječně nafrázoval s backgroundovým sborem za zády. Dominantní je peprné saxofonové sólo Zbygniewa Kalety. Tato píseň má energický tah a jakousi nevykalkulovanou, svobodnou atmosféru, které tuze svědčí aranžmá Vlastimila Ondrušky. Slovenský recenzent Pavol Božík hodnotí album jako album, které milovníky Vánoc bude provázet několik generací a je úplně jedno, jestli Chodúr při výběru písní sáhl po klasických českých koledách anebo světových vánočních tradicionálech anebo si písně napsal sám. Autorská skladba Síla mít rád je pomyslnou třešničkou na dortu, který upekl zkušený a ostřílený autor a interpret.

## Seznam skladeb[9]
1. Jdou zástupy věrných (Adeste fideles pastores)
2. Pán jde k nám (Cantique de Noël – Oh Holy Night)
3. Vánoční čas (Deck The Halls)
4. Nesem vám noviny
5. Síla mít rád
6. Christmas (Baby Please Come Home)
7. Koleda z Coventry (Coventry Carol)
8. Pásli ovce valaši
9. Strážní andělé (Guardian Angels)
10. Vánoční zvony (I Heard The Bells On Christmas Day)
11. The Power Of Love
12. Syn Boží se stal člověkem (Mary’s Boy Child)
13. Prozradil ti Bůh? (Mary, Did You Know?)
14. Hallelujah

## Výroba alba
Martin Chodúr (1-14), Janáčkova filharmonie Ostrava, dirigent Marek Prášil (1-14)
Producent alba: Martin Chodúr
Dramaturgie alba: Martin Chodúr, Jan Adam
Soprán: Adélka Řehořová (8) - nahráno ve studiu Divadla na Orlí
Sbor: Dasha, Naďa Wepperová, Taťána Roskovcová, Jiří Březík (6) - nahráno ve studiu ORM, zvuková režie Petr a Pavel Ormovi
Hammond Organ: Vlastimil Šmída (2)
Klavír: Vlastimil Šmída (5, 6, 10, 12, 14), Michal Jánošík (9, 11, 13)
Kytara: Mário Šeparovič (2, 6, 14), Martin Chodúr (5)
Bicí: Patrik Benek (2, 5, 6, 10, 11, 12, 14)
Baskytara: Marek Dufek (2, 5, 6, 12, 14), Kontrabas: Marek Dufek (10)
Trumpetové sólo: Jiří Kotača (2) - nahráno ve studiu Divadla na Orlí
Tenor saxofon: Zbigniew Kaleta (6) - nahráno ve studiu PatBen Kravaře, zvuková režie Patrik Benek
Kontrabas: Jan Dvořák (6), Marimba (František Škrla (12)
Programming: Jiří Philipp (7), Michal Jánošík (11)
Rytmika nahrána ve studiu PatBen Kravaře, zvuková režie Patrik Benek (12)
Hudební režie: Jan Košulič
Zvuková režie: Aleš Dvořák, Jan Košulič
Asistent zvuku: Maroš Hlatký
Střih, mastering: Jan Košulič - nahrávací studio Divadla na Orlí v Brně
Mix: Jan Košulič (1-14) a Patrik Benek (5, 10, 12, 14) - nahrávací studio Divadla na Orlí v Brně
Zpěv nahrán v květnu - červenci 2018 ve studiu KOKO
Janáčkova filharmonie Ostrava nahrána 27.04. - 30.04.2018 v Domě kultury v Ostravě
Aranžmá: Irena Szurmanová (1, 3, 4, 7, 8), Martin Chodúr (2, 5), Vlastimil Ondruška (6, 12), Michal Jánošík (9, 11, 13), Vlastimil Šmída (10, 14)